# Michael Adams (Wirtschaftsjurist)
Michael Adams (* 30. September 1947 in Koblenz) ist ein deutscher Rechts- und Wirtschaftswissenschaftler. Er leitet an der Universität Hamburg das Institut für Recht der Wirtschaft.

## Karriere
Adams schloss das Studium der Rechtswissenschaften 1970 an der Universität Bonn ab. Anschließend war er bis 1975 Assistent am Institut für Zivilprozeßrecht an der Universität Bonn. Parallel dazu absolvierte er ein Studium der Wirtschaftswissenschaften in Bonn, das er 1976 abschloss. Von 1975 bis 1977 war er Assistent am Lehrstuhl für Bürgerliches Recht und Handelsrecht an der Fernuniversität Hagen. Danach war er bis 1982 Assistent am Institut für Wirtschafts- und Gesellschaftswissenschaften der Universität Bonn, wo er auch promoviert wurde. Seine Dissertation von 1979 hatte das Thema „Ökonomische Analyse der Sicherungsrechte“. Von 1982 bis 1986 ging er als Assistent am Institut für Angewandte Mikroökonomie an die Universität Bern. 1984 habilitierte Adams an der Rechts- und Wirtschaftswissenschaftlichen Fakultät der Universität Bern für die Fächer Privatrecht und Mikroökonomie. 1986 bekam er einen Ruf an die Universität Hamburg als Universitätsprofessor für Wirtschaftsrecht am Fachbereich Wirtschaftswissenschaften. Von 1994 bis 1997 war er als Universitätsprofessor für Allgemeine Betriebswirtschaftslehre an der Universität zu Köln. Danach ging er wieder zurück nach Hamburg als Universitätsprofessor für Wirtschaftsrecht am Fachbereich Wirtschaftswissenschaften. Dort ist er Leiter des Arbeitsbereiches Zivilrecht und Ökonomische Analyse des Rechts am Institut für Recht der Wirtschaft.

## Arbeitsgebiete
Die Arbeitsgebiete von Adams sind die Ökonomische Analyse des Rechts, Gesellschaftsrecht und Finanzierung.
Adams hat an mehreren Gesetzen, Entwürfen, Gutachten und Stellungnahmen mitgewirkt. So beispielsweise beim Gesetz zur Kontrolle und Transparenz im Unternehmensbereich.
Adams ist ein gefragter Interviewpartner bei wirtschafts- und sozialrechtlichen Fragen, wie beispielsweise zum Standort Deutschland (Manager Magazin), Managergehälter (SWR-Fernsehen), Tabaksteuer (Die Zeit). In einem Spiegel-Interview setzte er sich für einen Freispruch von Josef Ackermann ein.
Einem breiteren Publikum wurde er mit dem von ihm herausgegebenen Buch „Das Geschäft mit dem Tod – Der Anfang vom Ende der Zigarettenindustrie“ bekannt.

## Publikationen
(Auswahl)
- Ökonomische Theorie des Rechts. 2. Auflage. 2004.
- Das Verursacherprinzip als Leerformel. In: Juristenzeitung. 1989, S. 787–790.
- Der Markt für Unternehmenskontrolle und sein Mißbrauch. In: Die Aktiengesellschaft. 1989, S. 333–338.
- mit anderen: Die Haftung der Zigarettenhersteller für Gesundheitsschäden durch Rauchen. In: Neue Juristische Wochenschrift. 51/2004, S. 3657–3662.
- mit T. Tolkemitt: Das staatliche Glücksspielunwesen. In: Zeitschrift für Bank- und Börsenrecht. Juni 2001, S. 170–184.
- mit T. Tolkemitt: Das staatliche Lottounwesen. In: Zeitschrift für Rechtspolitik. 2001, S. 511–518.